# Pseudotyphistes vulpiscaudatus
Pseudotyphistes vulpiscaudatus är en spindelart som först beskrevs av Ott och Arno Antonio Lise 1997.  Pseudotyphistes vulpiscaudatus ingår i släktet Pseudotyphistes och familjen täckvävarspindlar. Inga underarter finns listade i Catalogue of Life.